# Diócesis de Surabaya
La diócesis de Surabaya (en latín: Dioecesis Surabayana y en indonesio: Keuskupan Surabaya) es una circunscripción eclesiástica latina de la Iglesia católica en Indonesia, sufragánea de la arquidiócesis de Semarang. La diócesis tiene al obispo Vincentius Sutikno Wisaksono como su ordinario desde el 3 de abril de 2007.

## Territorio y organización
La diócesis tiene 26 600 km² y extiende su jurisdicción sobre los fieles católicos de rito latino residentes en la parte occidental de la provincia de Java Oriental y dos regencias de la provincia de Java Central: Blora y Rembang. 
La sede de la diócesis se encuentra en la ciudad de Surabaya, en donde se halla la Catedral del Sagrado Corazón de Jesús.
En 2020 en la diócesis existían 44 parroquias.

## Historia
La prefectura apostólica de Surabaia fue erigida el 15 de febrero de 1928, obteniendo el territorio del vicariato apostólico de Batavia (hoy arquidiócesis de Yakarta).
El 16 de octubre de 1941 la prefectura apostólica fue elevada a vicariato apostólico con la bula Magno cum gaudio del papa Pío XII.
El 3 de enero de 1961 el vicariato apostólico fue elevado a diócesis con la bula Quod Christus del papa Juan XXIII.
El 22 de agosto de 1973 tomó su nombre actual en virtud del decreto Cum propositum de la Congregación para la Evangelización de los Pueblos.

## Estadísticas
De acuerdo al Anuario Pontificio 2021 la diócesis tenía a fines de 2020 un total de 162 675 fieles bautizados.
| Año                                                                             | Población            | Población  | Población      | Sacerdotes | Sacerdotes    | Sacerdotes    | Bautizados por sacerdote | Diáconos permanentes | Religiosos | Religiosos | Parroquias |
| Año                                                                             | Bautizados católicos | Total      | % de católicos | Total      | Clero secular | Clero regular | Bautizados por sacerdote | Diáconos permanentes | Varones    | Mujeres    | Parroquias |
| ------------------------------------------------------------------------------- | -------------------- | ---------- | -------------- | ---------- | ------------- | ------------- | ------------------------ | -------------------- | ---------- | ---------- | ---------- |
| 1950                                                                            | 21 889               | 9 000      | 0.2            | 41         | 3             | 38            | 533                      |                      | 35         | 136        | 29         |
| 1970                                                                            | 56 966               | 13 000     | 0.4            | 55         |               | 55            | 1035                     |                      | 88         | 201        | 66         |
| 1980                                                                            | 90 580               | 17 000     | 0.5            | 56         | 6             | 50            | 1617                     | 4                    | 77         | 213        |            |
| 1990                                                                            | 143 883              | 21 722 663 | 0.7            | 68         | 15            | 53            | 2115                     | 4                    | 138        | 280        | 27         |
| 1999                                                                            | 184 808              | 33 630 000 | 0.5            | 101        | 46            | 55            | 1829                     | 4                    | 63         | 251        | 35         |
| 2000                                                                            | 185 288              | 31 000     | 0.6            | 106        | 52            | 54            | 1748                     | 4                    | 74         | 291        | 35         |
| 2001                                                                            | 190 263              | 3 437 000  | 5.5            | 108        | 53            | 55            | 1761                     | 4                    | 75         | 291        | 36         |
| 2002                                                                            | 178 689              | 3 400 000  | 5.3            | 116        | 59            | 57            | 1540                     | 4                    | 96         | 328        | 37         |
| 2003                                                                            | 119 758              | 3 400 000  | 3.5            | 121        | 63            | 58            | 989                      | 4                    | 79         | 345        | 37         |
| 2004                                                                            | 150 457              | 3 400 000  | 4.4            | 102        | 49            | 53            | 1475                     | 4                    | 81         | 339        | 37         |
| 2014                                                                            | 169 717              | 3 794 000  | 4.5            | 162        | 89            | 73            | 1047                     |                      | 107        | 326        | 42         |
| 2017                                                                            | 160 376              | 23 314 195 | 0.7            | 161        | 98            | 63            | 996                      |                      | 102        | 315        | 44         |
| 2020                                                                            | 162 675              | 25 033 865 | 0.6            | 167        | 99            | 68            | 974                      |                      | 107        | 337        | 44         |
| Fuente: Catholic-Hierarchy, que a su vez toma los datos del Anuario Pontificio. |                      |            |                |            |               |               |                          |                      |            |            |            |

## Episcopologio
- Teofilo Emilio de Backere, C.M. † (6 de junio de 1928-24 de diciembre de 1936 renunció)
- Michel Thomas Verhoeks, C.M. † (22 de octubre de 1937-8 de mayo de 1952 falleció)
- Jan Antonius Klooster, C.M. † (19 de febrero de 1953-2 de abril de 1982 renunció)
- Aloysius Josef G. Dibjokarjono † (2 de abril de 1982-26 de marzo de 1994 retirado)
- Johannes Sudiarna Hadiwikarta † (26 de marzo de 1994-13 de diciembre de 2003 falleció)
- Vincentius Sutikno Wisaksono, desde el 3 de abril de 2007